# Большая Погорелка (Огибновский сельсовет)
Больша́я Погоре́лка — деревня в городском округе Семёновский, административно подчинена Огибновскому сельсовету города областного значения Семёнов в Нижегородской области России.
Деревня располагается на правом берегу реки Керженец.

## История
До преобразования Семёновского муниципального района в Семёновский городской округ в 2010 году, деревня входила в состав сельского поселения «Огибновский сельсовет», а до 2009 года входила в состав сельского поселения «Успенский сельсовет».

## Население
| 2002 | 2010 |
| ---- | ---- |
| 53   | ↘28  |